# 32e législature de la Chambre des représentants de Belgique
La 32e législature de la Chambre des représentants de Belgique a commencé le 13 avril 1939, et s'est achevée, après la Seconde Guerre mondiale, le 9 janvier 1946. Elle fait suite aux élections législatives du 2 avril 1939. Elle englobe les gouvernements Van Zeeland II, Janson, Spaak I et Pierlot I.
Cette législature comptait 202 membres élus.

## Bureau
- Frans Van Cauwelaert, président
- François Van Belle, 1er vice-président
- Léon Mundeleer, 2e vice-président
- vice-présidents
  - Robert de Kerchove d'Exaerde
  - Désiré Bouchery (+6.11.1944) remplacé (14.11.1944) par Antoon Spinoy
- secrétaires
  - Alfred Amelot
  - Eugène Van Walleghem
  - Frans Gelders
  - Jean Merget
  - G. Michaux (+15.11.1940) remplacé 20.9.1944 par Jean Duvieusart
- Questeurs
  - Frans Fischer
  - Joseph Pierco
  - Corneille Fieullien
  - Achille Van Acker
  - Alphonse Van Hoeck

## Membres
- Ernest Adam
- Emile Allewaert
- Edouard Anseele
- Camille Artisien
- Louis Baillon
- Henricus Ballet
  - August Balthazar (nl)
- Eugène Beaufort
- Pierre Beckers
- Clément Behn
- Oscar Behogne
- Emile Blavier
- Fernand Blum
- Isabelle Blume, née Grégoire
- Louis Boeckx
- Georges Bohy
- Jean Borremans (PCB)
- Albertus Bouweraerts
- Émile Brunet
- Fernand Brunfaut
- Max Buset
- Emile Butaye
- Henry Carton de Wiart
- Joseph Chalmet
- Paul Clerckx
- Léo Collard
- Georges Cordier
- Vincent Cossée de Maulde
- Jules Coussens
- Frans Craeybeckx
- Charles d'Aspremont Lynden
- Thomas Debacker
- Gustave Debersé
- Prosper De Bruyn
- August Debunne
- Staf Declercq (VNV)
- Alice Degeer-Adère
- Léon Degrelle (REX)
- André Degroeve
- Maurice De Jaegere
- Charles De Jaegher
- Achille Delattre
- Victor de Laveleye
- René Delbrouck
- Antoine Delfosse
- Victor De Lille (nl)
- Henri Delor
- Louis Delvaux
- Leo Delwaide
- Damiaan Robert Deman
- François de Meester de Heyndonck (REX)
- Remi Deneef
- Julius De Pauw
- Léo De Peuter
- Ursmar Depotte
- Charles Derbaix
- August De Schryver
- Frans De Schutter
- Désiré Deseillier
- Albert Devèze
- Michel Devèze
- Albert de Vleeschauwer
- Joseph Devroe
- Emmanuel De Winde
- Pierre Dexters
- Adolf Dhavé
- Adiel Dierkens
- Louis Dijon
- Charles du Bus de Warnaffe
- Jozef Duchâteau
- Ernest Duray
- Willem Eekelers
- Hendrik Elias
- Victor Ernest
- Gaston Eyskens
- Karel Fransman
- Leonard Frensen
- Michael Frères
- Gaston Fromont
- Arthur Gailly
- Maurice Geûens
- Henri Glineur
- Alphonse Goblet
- Georgins Goetghebeur
- Albert Goffaux
- Flor Grammens
- Joseph Gris
- Paul Gruselin
- Georges Guilmin
- Lucien Harmegnies
- Jacques Haustrate
- Denis Henon
- Augustinus Hens
- Edward Hermans
- Jozef Hermans
- Henri Heyman
- Jules Hoen
- Désiré Horrent
- Henri Horward (REX)
- Jules Hossey
- Gaston Hoyaux
- Louis Huart
- Georges Hubin
- Camille Huysmans
- Paul Hymans
- Edmond Jacques
- Gaspard Jamar
- Maurice Jaminet
- Charles-Emmanuel Janssen
- Charles Janssens
- Marcel-Henri Jaspar
- Louis Joris
- Albert Kluyskens
- Werner Koelman
- Julien Lahaut
- Paul Lamborelle
- Henri Lambotte
- Karel Lambrechts
- Edmond Leclercq
- René Lefebvre
- Ursmard Legros (REX)
- Henri Lepage
- Jules Lesseliers
- Henri Liebaert
- Jules Maenhout remplacé 20.9.1944 par Paul Supré
- Edgar Maes
- Victor Maistriau
- Hubert Mampaey
- Hendrik Marck
- Albert Mariën
- Albert Marteaux
- Fernand Masquelier
- Maurice Masson
- Alphonse Materne
- Roger Mattot
- Adolphe Max
- Jules Merlot
- Léon Meysmans
- Jean Mignon
- Andries Mondelaers
- Roger Motz
- Alfred Nichels
- Ernest Petit
- Julien Peurquaet
- Marcel Philippart de Foy
- Louis Piérard
- Léon Porta
- Auguste Raemdonck van Megrode (fin au 15.10.1939)
- Xavier Relecom
- Jean Rey
- Jan-Baptist Rombauts
- Gérard Romsée
- Antoine Sainte
- Jean-Baptiste Samyn
- Constant Sandront
- Gustave Sap
- Emile Schevenels
- Joannes Seghers
- Jules Sieben
- August Smets
- Eugène Soudan
- Paul-Henri Spaak
- Joannes Steps
- Camiel Struyvelt
- Victor Tahon
- Jean Timmermans
- Reimond Tollenaere
- Georges Truffaut
- Louis Uytroever
- André Vaes
- Ernest Van den Berghe
- Omer Vandenberghe
- Jan Van den Eynde
- Jean Vanderghote
- Joseph Vandevelde
- Adolphe Van Glabbeke
- Charles Van Hoeylandt
- Jozef Van Santfoort
- Petrus Van Schuylenbergh
- Joris Vansteenland
- Pieter Verbist
- Herman Vergels
- Leo Vindevogel
- Pierre Vouloir
- Alfons Vranckx
- Arthur Wauters